# Olympische Sommerspiele 2024/Rhythmische Sportgymnastik
Bei den Olympischen Spielen 2024 in Paris wurden vom 8. bis 10. August 2024 insgesamt zwei Wettbewerbe in der Rhythmischen Sportgymnastik ausgetragen.

## Zeitplan
| Wettbewerbe    | August 2024 | August 2024 | August 2024 |
| Wettbewerbe    | 8.          | 9.          | 10.         |
| -------------- | ----------- | ----------- | ----------- |
| Einzel         |             |             |             |
| Gruppe         |             |             |             |
| Entscheidungen | 0           | 1           | 1           |

|  | Qualifikation |  | Medaillenentscheidung |

## Bilanz

### Medaillenspiegel
| Platz  | Land        | Gold | Silber | Bronze | Gesamt |
| ------ | ----------- | ---- | ------ | ------ | ------ |
| 1      | China       | 1    | –      | –      | 1      |
| 1      | Deutschland | 1    | –      | –      | 1      |
| 3      | Bulgarien   | –    | 1      | –      | 1      |
| 3      | Israel      | –    | 1      | –      | 1      |
| 5      | Italien     | –    | –      | 2      | 2      |
| Gesamt | Gesamt      | 2    | 2      | 2      | 6      |

### Medaillengewinner
| Disziplin | Gold                                                              | Silber                                                                      | Bronze                                                                                 |
| --------- | ----------------------------------------------------------------- | --------------------------------------------------------------------------- | -------------------------------------------------------------------------------------- |
| Einzel    | Darja Varfolomeev (GER)                                           | Borjana Kalejn (BUL)                                                        | Sofia Raffaeli (ITA)                                                                   |
| Gruppe    | ChinaGuo Qiqi Hao Ting Huang Zhangjiayang Wang Lanjing Ding Xinyi | IsraelOfir Shaham Diana Svertsov Adar Friedmann Romi Paritzki Shani Bakanov | ItalienAlessia Maurelli Martina Centofanti Agnese Duranti Daniela Mogurean Laura Paris |

## Ergebnisse

### Einzel
| Platz | Land | Athletin            | Punkte  |
| ----- | ---- | ------------------- | ------- |
| 1     | GER  | Darja Varfolomeev   | 142,850 |
| 2     | BUL  | Borjana Kalejn      | 140,600 |
| 3     | ITA  | Sofia Raffaeli      | 136,300 |
| 4     | GER  | Margarita Kolosov   | 135,250 |
| 5     | ISR  | Daria Atamanov      | 133,850 |
| 6     | SLO  | Ekaterina Vedeneeva | 131,900 |
| 7     | CHN  | Wang Zilu           | 131,550 |
| 8     | ITA  | Milena Baldassarri  | 129,700 |

Finale: 9. August 2024

### Gruppe
| Platz | Land | Athletinnen                                                                                       | Punkte |
| ----- | ---- | ------------------------------------------------------------------------------------------------- | ------ |
| 1     | CHN  | Guo Qiqi Hao Ting Huang Zhangjiayang Wang Lanjing Ding Xinyi                                      | 69,800 |
| 2     | ISR  | Ofir Shaham Diana Svertsov Adar Friedmann Romi Paritzki Shani Bakanov                             | 68,850 |
| 3     | ITA  | Alessia Maurelli Martina Centofanti Agnese Duranti Daniela Mogurean Laura Paris                   | 68,100 |
| 4     | BUL  | Kamelija Petrowa Sofija Iwanowa Rejtschal Stojanow Magdalina Minewska Margarita Wassilewa         | 67,800 |
| 5     | AZE  | Güllü Ağalarzadə Ləman Əlimuradova Zeynəb Hümmətova Yelizaveta Luzan Darya Sorokina               | 66,450 |
| 6     | FRA  | Aïnhoa Dot-Espinosa Manelle Inaho Célia Joseph-Noël Justine Lavit Lozéa Vilarino                  | 66,000 |
| 7     | UKR  | Walerija Peremeta Diana Bajewa Alina Melnyk Marija Wyssotschanska Kira Schyrykina                 | 65,700 |
| 8     | UZB  | Evelina Atalyants Shakhzoda Ibragimova Mumtozabonu Iskhokzoda Amaliya Mamedova Irodakhon Sadikova | 64,500 |

Finale: 10. August 2024

## Qualifikation
| Nation             | Einzel | Gruppe | Quotenplätze |
| ------------------ | ------ | ------ | ------------ |
| Ägypten            | 1      | X      | 2            |
| Aserbaidschan      | 1      | X      | 2            |
| Australien         | 1      | X      | 2            |
| Brasilien          | 1      | X      | 2            |
| Bulgarien          | 2      | X      | 3            |
| China              | 1      | X      | 2            |
| Deutschland        | 2      | X      | 3            |
| Frankreich         | 1      | X      | 2            |
| Israel             | 1      | X      | 2            |
| Italien            | 2      | X      | 3            |
| Kasachstan         | 1      |        | 1            |
| Laos               | 1      |        | 1            |
| Mexiko             |        | X      | 1            |
| Rumänien           | 1      |        | 1            |
| Slowenien          | 1      |        | 1            |
| Spanien            | 2      | X      | 3            |
| Ukraine            | 1      | X      | 2            |
| Ungarn             | 1      |        | 1            |
| Usbekistan         | 1      | X      | 2            |
| Vereinigte Staaten | 1      |        | 1            |
| Zypern             | 1      |        | 1            |
| Gesamt: 23 NOKs    | 24     | 14     | 31           |